# TER Auvergne-Rhône-Alpes
Le TER Auvergne-Rhône-Alpes est le réseau de transport express régional de la région administrative Auvergne-Rhône-Alpes. Ce réseau est le résultat de la fusion des anciens réseaux TER Auvergne et TER Rhône-Alpes propres aux anciennes régions d'avant la réforme territoriale de 2015. Il est le premier réseau régional ferroviaire après celui de l’Ile de France. Ces TER  transportent près de 220 000 voyageurs quotidiennement  pour un coût de 820 M€ en 2022, dont 67 % sont pris en charge par le contribuable régional et 33 % par les usagers. 

## Histoire

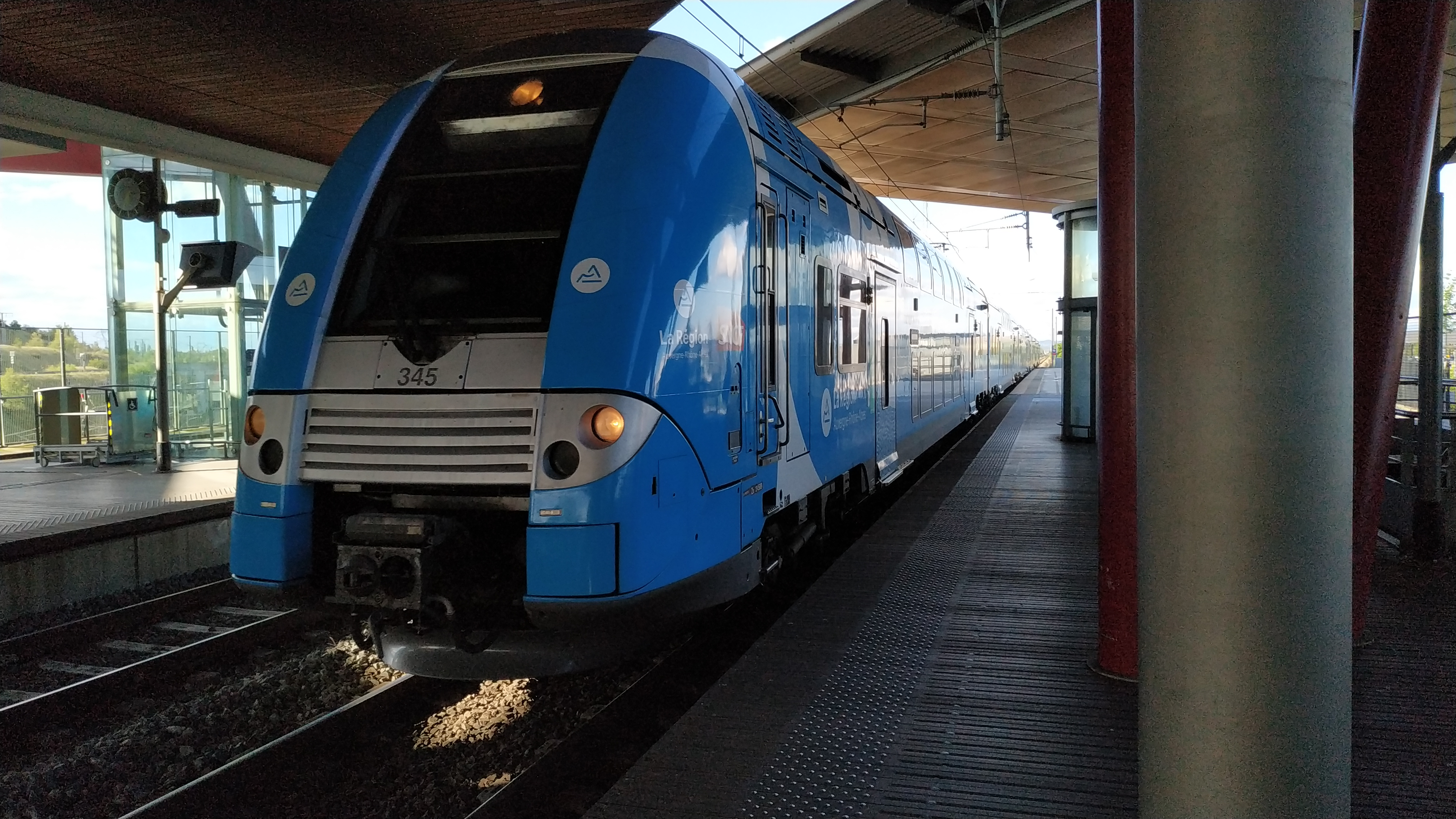
Rame Z 24500 en livrée Auvergne-Rhône-Alpes en gare de Valence TGV.

La fusion des deux régions administratives d'Auvergne et de Rhône-Alpes a lieu le 1er janvier 2016. Cependant, le TER Auvergne-Rhône-Alpes, qui regroupe les anciens réseaux TER Auvergne et TER Rhône-Alpes, est apparu dans la communication aux voyageurs essentiellement au cours de l'année 2017.
En 2018, 1 500 trains TER dans la région transportent 175 000 passagers ou passagères, ce qui est la deuxième performance de France, derrière la région parisienne. Pour Auvergne-Rhône-Alpes, ces TER sont le premier poste de dépenses, et un enjeu électoral majeur. Mais les retards des trains suscitent un mécontentement général. Pour essayer de résoudre la mauvaise qualité du service, la région, en plus d'investissements, veut rendre plus sévère le système de pénalités contre la SNCF. Le montant de ces pénalités, qui étaient de 700 000 €, passerait, pour un service similaire, à 5 millions. Le nouveau plan comporterait aussi un niveau d'incitation : si le service devient correct, la dotation de la SNCF augmenterait. Ce plan ne comporterait pas, à l'exemple de Provence-Alpes-Côte d'Azur, une privatisation.
La région Auvergne-Rhône-Alpes commence l'expérimentation du Wi-Fi dans ses trains depuis le 28 août 2018, d'abord sur la relation Mâcon – Lyon – Valence pour dix-huit mois, puis sur trois rames de la relation Lyon – Grenoble à partir de janvier 2019, mais également sur Lyon – Roanne – Clermont-Ferrand et Lyon – Bourg-en-Bresse. En dépit des difficultés à déployer le Wi-Fi sur le réseau TER, cette solution répond « à la demande des usagers », selon la direction régionale des TER. Trois solutions techniques sont testées (dont le Wi-Fi embarqué ou des vitrages haut débit athermiques « permettant aux ondes de pénétrer dans les rames des trains »). Toutes les rames TER ne devraient pas être équipées avant le prochain mandat. Cette expérimentation, prévue pour durer un an, coûte 1,3 million d'euros,. En 2022, cette expérimentation ne semble avoir eu aucune conséquence.

En 2022, Olivier Devaux succède à Alain Thauvette à la direction régionale TER Auvergne-Rhône-Alpes – SNCF Voyageurs.
Le 1er janvier 2023, les services assurés exclusivement par autocars TER, ainsi que certaines dessertes par autocars complétant des liaisons ferroviaires, situés dans l'ancienne région Auvergne sont transférés au réseau Cars Région, sauf la desserte entre Mauriac et Pleaux qui sera transférée courant 2023.

## Appréciations sur le réseau
La Fédération nationale des associations d'usagers des transports (Fnaut) Auvergne Rhône-Alpes critique la politique régionale sur l'insuffisance des investissements "Alors que le trafic TER augmente, de l’ordre de 25 % depuis 2019, preuve que le TER plait et répond à un besoin, la Région n’a commandé aucune rame depuis 5 années (sauf des rames prototypes à motorisation hydrogène). Il y a bien 10 nouvelles rames qui viennent d’être mise en service mais elles avaient été commandées en 2019, montrant des délais importants de livraison pour ce type de matériel".
Déjà en 2022, la Fédération nationale des associations d'usagers des transports de la région se plaint du service dégradé des TER. Elle relève des malaises voyageurs dus au taux de remplissage trop important des rames. 
La région rejette la responsabilité de cette situation sur la SNCF. Elle affirme avoir commandé 19 rames de plus, mais, prévues pour 2023, elles n'arriveront que vers 2026.
La Chambre régionale des comptes de la région Auvergne-Rhône-Alpes (CRC), publie un rapport en 2024  d'Évaluation de la politique du matériel roulant ferroviaire de la Région Auvergne-Rhône-Alpes comprenant les résultats de son enquête sur la  satisfaction des voyageurs.  Elle précise également  indique que la responsabilités des défaillances sur le réseau incombent à  et à la Région et à la SNCF.
Pour la satisfaction générale des voyageurs la CRC indique qu'elle est de 53 % des voyageurs : 75 % pour la sécurité à bord, 40 %pour la propreté des sanitaires, 39 % pour la ponctualité. Ces chiffres sont inférieurs à ceux publiés par la SNCF.
Pour les responsabilités : la CRC rappelle que "la Région est seule juridiquement compétente pour définir les grandes orientations opérationnelles en lien notamment avec ses ambitions à long terme en termes de desserte, d’objectifs de fréquentation et de report modal, d’inscription dans une stratégie bas carbone, par exemple. Cette vision prospective à long terme permet par ailleurs de projeter sur un temps long les investissements nécessaires, en particulier en matière de matériel roulant... aucun document n’a été arrêté par la Région, pour décliner sur plus de dix ans la trajectoire du parc de matériel roulant à même de répondre aux besoins des usagers." . 
Le journal Le Monde, reprenant les analyses de la Cour des comptes indique que "L’Auvergne-Rhône-Alpes accumule les retards d’investissement dans les TER."
LA CRC estime que "La Région devra lancer un lourd programme d’investissement pour remédier au sous dimensionnement de son parc, maintenir son matériel ancien (CORAIL notamment) en bon état de fonctionnement et le remplacer à terme. Le montant minimal des investissements prévisionnels pour la période 2024-2035 pour maintenir le niveau du parc actuel atteint près de 3,8 Md€."

## Relations TER

### Par rail

Carte des infrastructures ferroviaires en Auvergne-Rhône-Alpes en 2020.

Les relations assurées par le TER Auvergne-Rhône-Alpes — Les lignes Léman Express sont techniquement des lignes TER en territoire français malgré une identité visuelle spécifique — sont les suivantes :
| N° | Trajet | Carte |
| -- | --- | ----- |
| 01 | Grenoble – Bourgoin-Jallieu – Lyon                                                                                       |       |
| 02 | Genève-Cornavin / Annecy – Grenoble – Valence                                                                            |       |
| 03 | Saint-Gervais-les-Bains-Le Fayet / Évian-les-Bains / Genève-Cornavin – Bellegarde – Lyon                                 |       |
| 04 | Annecy – Aix-les-Bains-Le Revard – Lyon                                                                                  |       |
| 05 | (Marseille) – Avignon – Valence – Lyon                                                                                   |       |
| 06 | Clermont-Ferrand – Vichy – Roanne – Lozanne – Lyon                                                                       |       |
| 07 | Moulins-sur-Allier – Lyon                                                                                                |       |
| 08 | Clermont-Ferrand – Langogne – Nîmes                                                                                      |       |
| 09 | Le Puy-en-Velay – Firminy – Saint-Étienne – (Lyon)                                                                       |       |
| 10 | Saint-Étienne – Givors – Lyon                                                                                            |       |
| 11 | Clermont-Ferrand – Thiers – Montbrison – Saint-Étienne (la liaison est pour partie ferroviaire, l'autre partie routière) |       |
| 12 | Roanne – Saint-Étienne                                                                                                   |       |
| 14 | Clermont-Ferrand – Moulins-sur-Allier – (Paris)                                                                          |       |
| 15 | Vichy – Riom - Châtel-Guyon – Clermont-Ferrand                                                                           |       |
| 16 | Montluçon - Gannat – Clermont-Ferrand                                                                                    |       |
| 17 | Montluçon – Bourges – (Paris)                                                                                            |       |
| 18 | Montluçon – Vichy – Lyon                                                                                                 |       |
| 20 | (Paray-le-Monial) – Lamure – Lozanne – (Lyon)                                                                            |       |
| 21 | Brignais – Lyon-Saint-Paul (Tram-train de l'Ouest lyonnais)                                                              |       |
| 22 | Sain-Bel – L'Arbresle – Tassin – Lyon-Saint-Paul (Tram-train de l'Ouest lyonnais)                                        |       |
| 23 | Lozanne – Lyon-Saint-Paul                                                                                                |       |
| 24 | (Dijon) – Mâcon – Lyon                                                                                                   |       |
| 26 | Le Puy-en-Velay – Langeac – Clermont-Ferrand                                                                             |       |
| 30 | Mâcon – Bourg-en-Bresse – Ambérieu                                                                                       |       |
| 31 | (Morez) – Saint-Claude – Oyonnax – Bourg – (Lyon)                                                                        |       |
| 32 | Bourg-en-Bresse – Lyon                                                                                                   |       |
| 35 | (Chambéry) – Culoz – Ambérieu – Lyon                                                                                     |       |
| 43 | Annecy – La Roche-sur-Foron – Saint-Gervais                                                                              |       |
| 50 | Annecy – Chambéry |       |
| 51 | Chambéry – Culoz – Genève                                                                                                |       |
| 52 | Bourg-Saint-Maurice – Chambéry – (Lyon)                                                                                  |       |
| 53 | Modane – Chambéry – (Lyon)                                                                                               |       |
| 54 | Chambéry – Lyon |       |
| 60 | Grenoble – Chambéry |       |
| 61 | Grenoble – Valence |       |
| 62 | Grenoble – Saint-André-le-Gaz                                                                                            |       |
| 63 | Grenoble – Gap |       |
| 64 | Gap – Die – Valence – (Romans)                                                                                           |       |
| 65 | Clermont-Ferrand – Aurillac – Saint-Flour – Toulouse – (Béziers)                                                         |       |
| 66 | Aurillac - Saint-Flour                                                                                                   |       |
| 67 | Aurillac – Brive-la-Gaillarde                                                                                            |       |
| 70 | Romans – Valence TGV – Valence-Ville                                                                                     |       |
| 80 | Brioude – Issoire – Vic-le-Comte – Clermont-Ferrand                                                                      |       |
| 81 | Clermont-Ferrand - Saint-Flour - Béziers                                                                                 |       |
| 84 | Clermont-Ferrand – Volvic                                                                                                |       |

Les relations 66 et 81 sont reportées sur les relations 8, 26 et 65 ainsi que la 28 de TER Occitanie au 1er janvier 2023.

#### Léman Express
| N°    | Trajet                                              | Carte |
| ----- | --------------------------------------------------- | ----- |
| LEX 1 | Évian – Annemasse – Genève – Coppet                 |       |
| LEX 2 | Annecy – Annemasse – Genève – Coppet                |       |
| LEX 3 | Saint-Gervais – Annemasse – Genève – Coppet         |       |
| LEX 4 | Annemasse – Genève – Coppet                         |       |
| LEX 5 | Genève-Cornavin ⥋ La Plaine (entièrement en Suisse) |       |
| LEX 6 | Bellegarde – Genève                                 |       |

#### Mont Blanc Express
| N°                      | Trajet                                | Carte |
| ----------------------- | ------------------------------------- | ----- |
| 44 - Mont-Blanc Express | Saint-Gervais - Vallorcine - Martigny |       |

### Par autocar

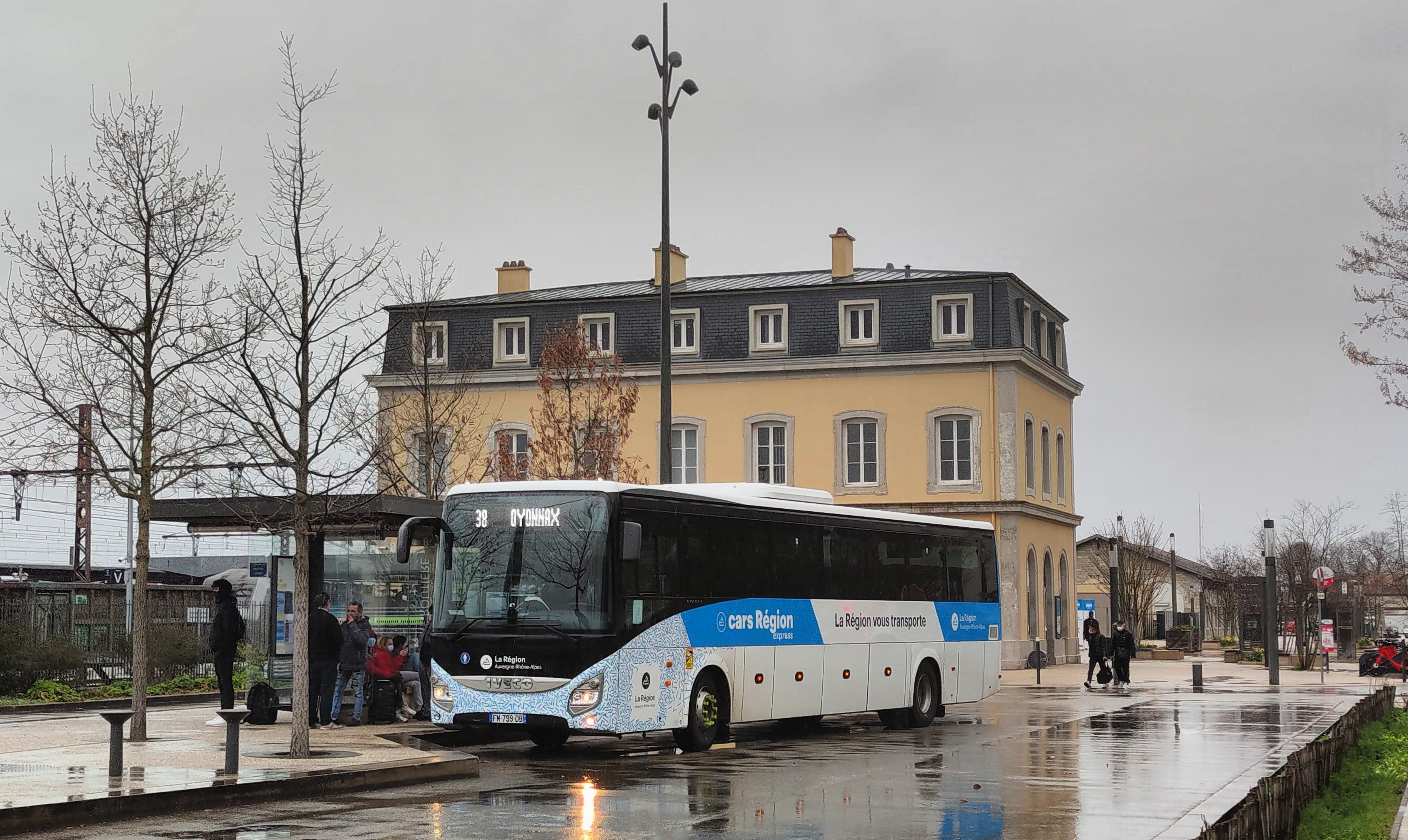
Un autocar en livrée Cars Région.

Les relations assurées principalement par autocar sont les suivantes :
- 90 : Communay – Ternay – Sérézin
- 91 : Saint-Pierre-de-Chandieu – Saint-Priest
- 92, le « réseau routier étudiant » est un ensemble de lignes d'autocars destinées à relier les principaux pôles universitaires de la région via les lignes suivantes[Off 3] :
  - Grenoble - Chamonix-Mont-Blanc ;
  - Grenoble - Annemasse - Évian-les-Bains ;
  - Saint-Étienne - Valence ;
  - Lyon - Chamonix-Mont-Blanc ;
  - Grenoble - Annonay ;
  - Grenoble - Aubenas ;
  - Modane - Grenoble ;
  - Bourg-Saint-Maurice - Moûtiers - Grenoble ;
  - Chambéry - Chamonix-Mont-Blanc ;
  - Chambéry - Annecy - Évian-les-Bains ;
  - Saint-Claude - Oyonnax - Lyon ;
  - Bourg-en-Bresse - Chambéry ;
  - Saint-Gervais-les-Bains - Annemasse.

Les lignes X13, X18, X25, X33, X36, X37, X38, X51, X71, X73, X74, X75 et X76 dépendent du service « Cars Région Express » du réseau régional Cars Région, qui est en dehors du réseau TER.
Les anciennes lignes 19, 27, 28, 69, 82 et 83 ainsi que tout ou partie des services par autocars des lignes 17, 26, 65, 66, 81 et 84 ont été transférées au réseau Cars Région le 1er janvier 2023, et intégrées aux lignes départementales existantes ou dans l'offre « Cars Région Express ».

## Tarification
Les tarifs valables à l'échelle nationale s'appliquent aussi sur le réseau TER Auvergne-Rhône-Alpes.
Des abonnements annuels, mensuels, hebdomadaires ou intermodaux sont proposés.
Les abonnements annuel (« illico Annuel »), mensuel (« illico Mensuel ») et hebdomadaire (« illico Hebdo ») permettent à un voyageur de plus de 26 ans de bénéficier d'une réduction de 25 % la semaine ou de 50 % le week-end, sur le parcours de son choix, à l'intérieur de la région Auvergne-Rhône-Alpes, incluant les gares de Mâcon et de Genève, et sur des parcours interrégionaux depuis un département de l'ancienne région Rhône-Alpes vers les régions Bourgogne-Franche-Comté et Provence-Alpes-Côte d'Azur,,.
Les abonnements mensuel et hebdomadaire existent aussi pour les usagers de 4 à 25 ans (« illico Mensuel Jeunes » et « illico Hebdo Jeunes »).
Les parcours interrégionaux sont valables vers les autres régions limitrophes (Bourgogne-Franche-Comté, Centre-Val de Loire, Nouvelle-Aquitaine, Occitanie, Provence-Alpes-Côte d'Azur),,. Les parcours Intercités depuis un département de l'ancienne région Auvergne sont également accessibles avec un abonnement mensuel ou hebdomadaire, nécessitant le paiement d'un pass Intercités pour un trajet, une semaine ou un mois,.
Des navettes sont également disponibles, à travers les lignes A1 à A3 des Cars Région Ain, au départ de Chalamont, Châtillon-sur-Chalaronne vers la gare de Villars-les-Dombes, ou de Lagnieu vers la gare d'Ambérieu-en-Bugey, le trajet des deux gares vers Lyon étant assuré en TER. Un abonnement mensuel spécifique est proposé pour ces trois relations.
Il existe également des abonnements intermodaux, permettant à un voyageur d'utiliser le TER et de un à quatre réseaux urbains sur un même titre de transport. Cet abonnement est valable sur les réseaux TCL (Lyon), STAS (Saint-Étienne), TAG (Grenoble), Citéa (Valence et Romans-sur-Isère), ceux de la zone 10 « Tout Genève » de la communauté tarifaire Unireso (hors Léman Express), ViennAgglo (Vienne), Ruban (Porte de l'Isère), Synchro Bus (Chambéry), T2C (Clermont-Ferrand), Aléo (Moulins), Maelis (Montluçon), MobiVie (Vichy) et Tudip (Le Puy-en-Velay).
Dans le cas du Léman Express, la tarification pour un trajet en France varie : pour un trajet France-France, la tarification TER s'applique tandis que pour un trajet France-Suisse, c'est la tarification Léman Pass qui s'applique.
Sur revendication du syndicat Alliance Police nationale, le transport est gratuit pour les policiers depuis fin 2016. Le coût de cette mesure est estimée à 500 000 €, payé par le conseil régional. Laurent Wauquiez, le président du conseil régional, justifie cette mesure en disant qu'ainsi la présence policière sera de fait augmentée dans les trains et qu'il s'agit d'une reconnaissance de leur travail,.

## Matériel roulant
Synthèse du parc au 18 décembre 2022.
Le parc roulant du TER Auvergne-Rhône-Alpes est majoritairement constitué des dotations TER des anciennes régions Auvergne et Rhône-Alpes.
- SAU : STF Auvergne (Nevers)
- SRA : STF Rhône-Alpes (Chambéry, Vénissieux, Lyon-L'Arbresle, Lyon-Vaise)
- SMB : STF Mont Blanc (Saint-Gervais-les-Bains)

| Séries   | STF SAU | STF SRA | STF SMB | Total |
| -------- | ------- | ------- | ------- | ----- |
| BB 22200 | –       | 32      | –       | 32    |
| BB 67400 | 2       | –       | –       | 2     |
| B 81500  | –       | 42      | –       | 42    |
| B 82500  | –       | 29      | –       | 29    |
| B 84500  | –       | 12      | –       | 12    |
| X 73500  | 43      | 43      | –       | 86    |
| X 76500  | 26      | –       | –       | 26    |
| U 52500  | –       | 24      | –       | 24    |
| Z 800    | –       | –       | 3       | 3     |
| Z 850    | –       | –       | 6       | 6     |
| Z 23500  | –       | 16      | –       | 16    |
| Z 24500  | –       | 60      | –       | 60    |
| Z 27500  | –       | 15      | –       | 15    |
| Z 31500  | –       | 27      | –       | 27    |
| Z 55500  | –       | 40      | –       | 40    |
| Z 55900  | –       | 19      | –       | 19    |

### Identité visuelle
La livrée Auvergne-Rhône-Alpes est de couleur bleu ciel, avec le logo de la région sur les côtés. La région a opté pour une livrée qui couvre la totalité du train, comme celle de l'ancienne région Rhône-Alpes. D'autres trains, comme les X 76500 ou les Regio 2N, ont une livrée partielle AURA. Certains trains ont gardé une livrée TER classique, avec plusieurs fois le logo de la région sur les côtés (Z 27500 ou B 82500). Sur les voitures Corail, un carré avec le logo d'Auvergne-Rhône-Alpes est présent. Lors de la rénovation du parc AGC et TER 2NNG, la livrée est intégralement refaite.

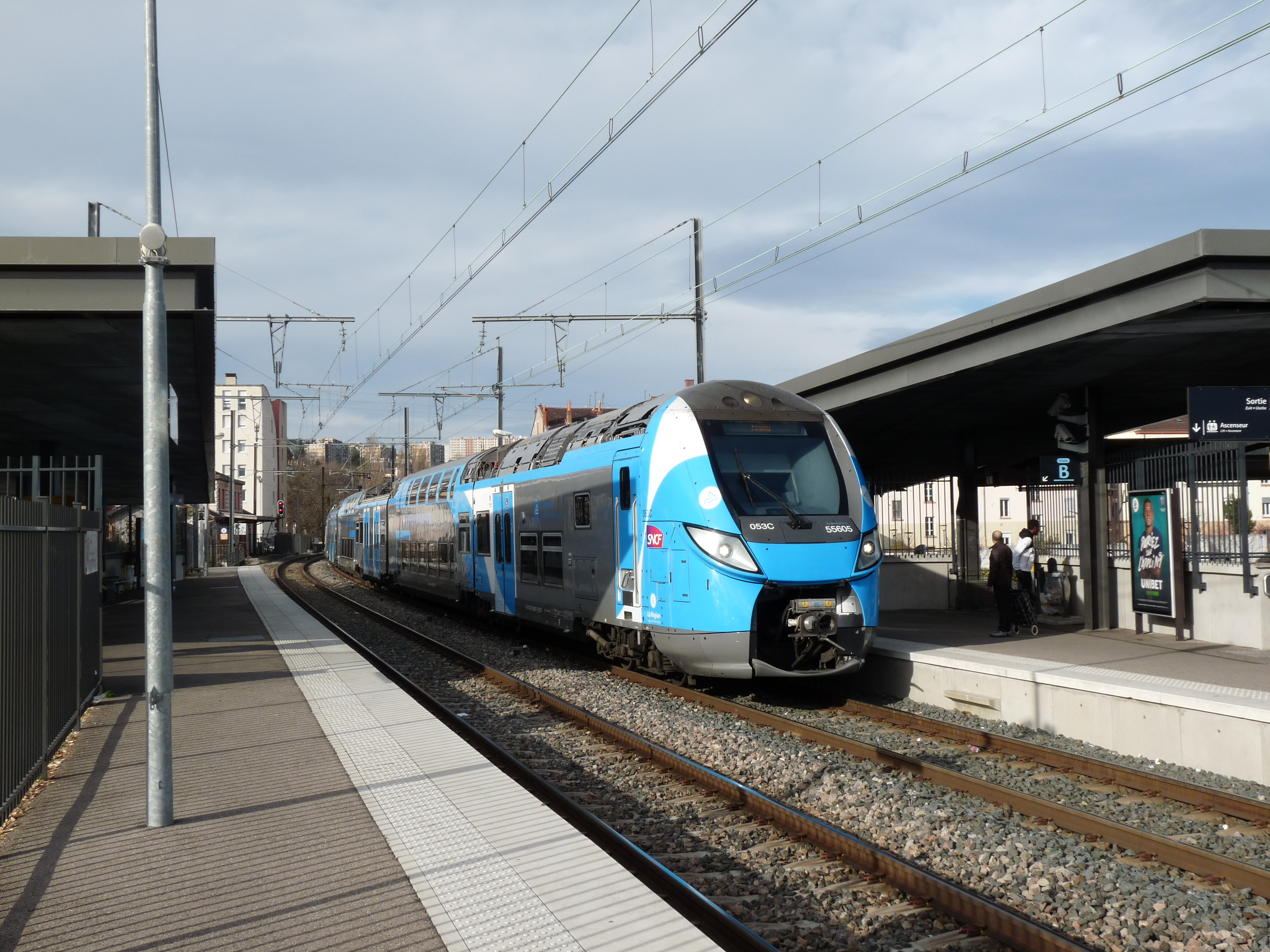
Regio 2N en livrée Auvergne-Rhône-Alpes.
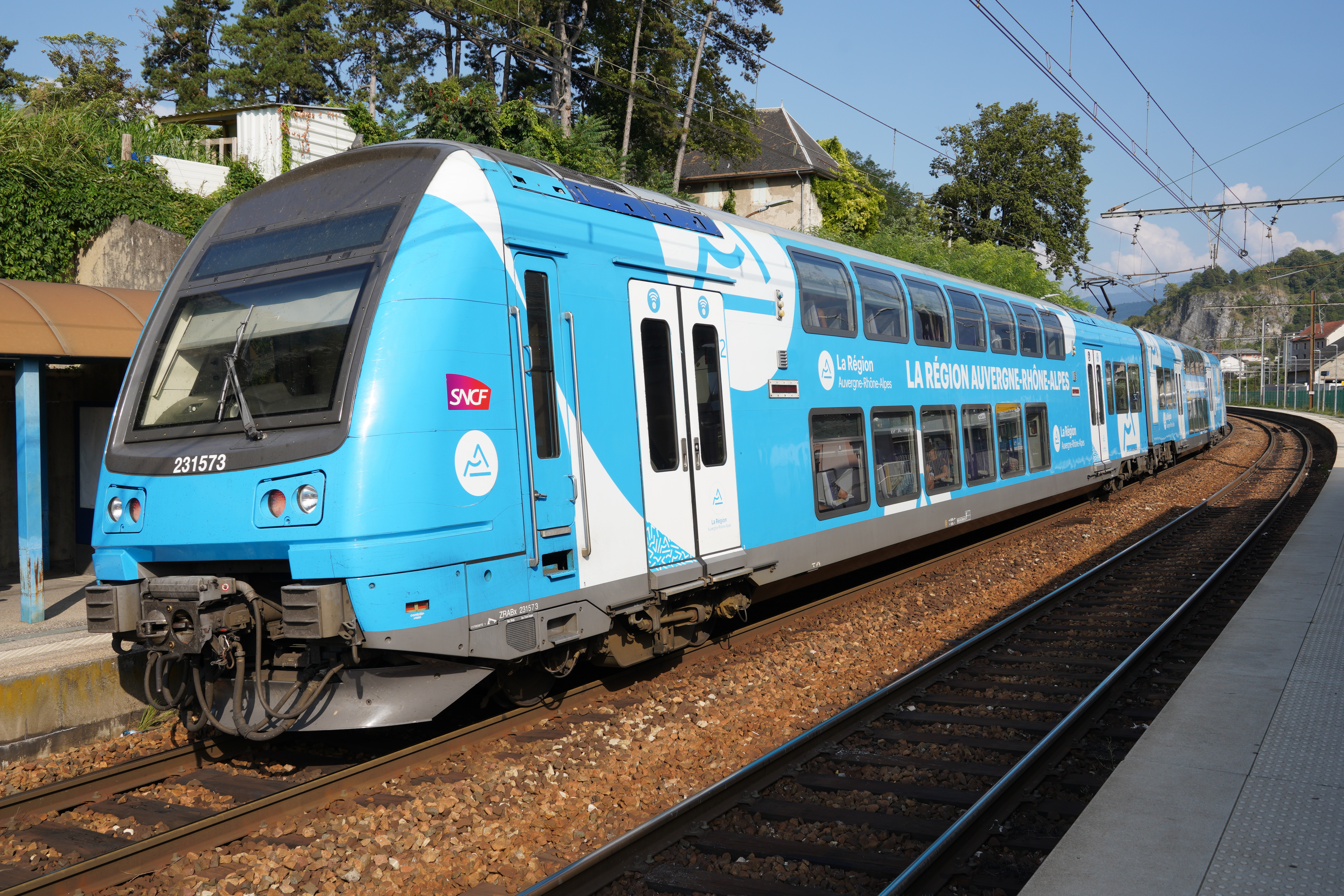
Un Z23500 pelliculé aux couleurs de la région Auvergne-Rhône-Alpes.
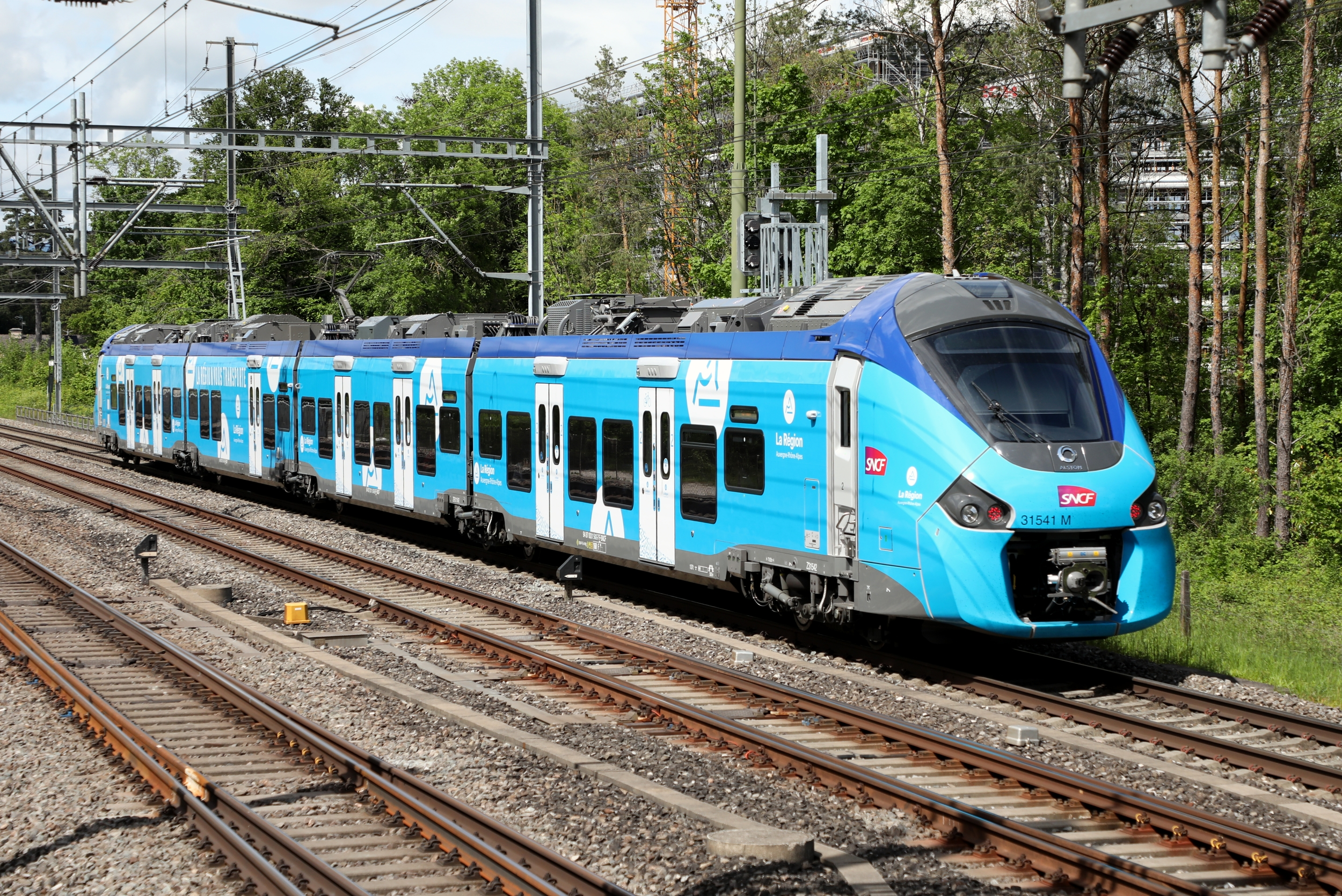
Z 31500 en livrée Auvergne-Rhône-Alpes, ici engagée sur un service Léman Express.
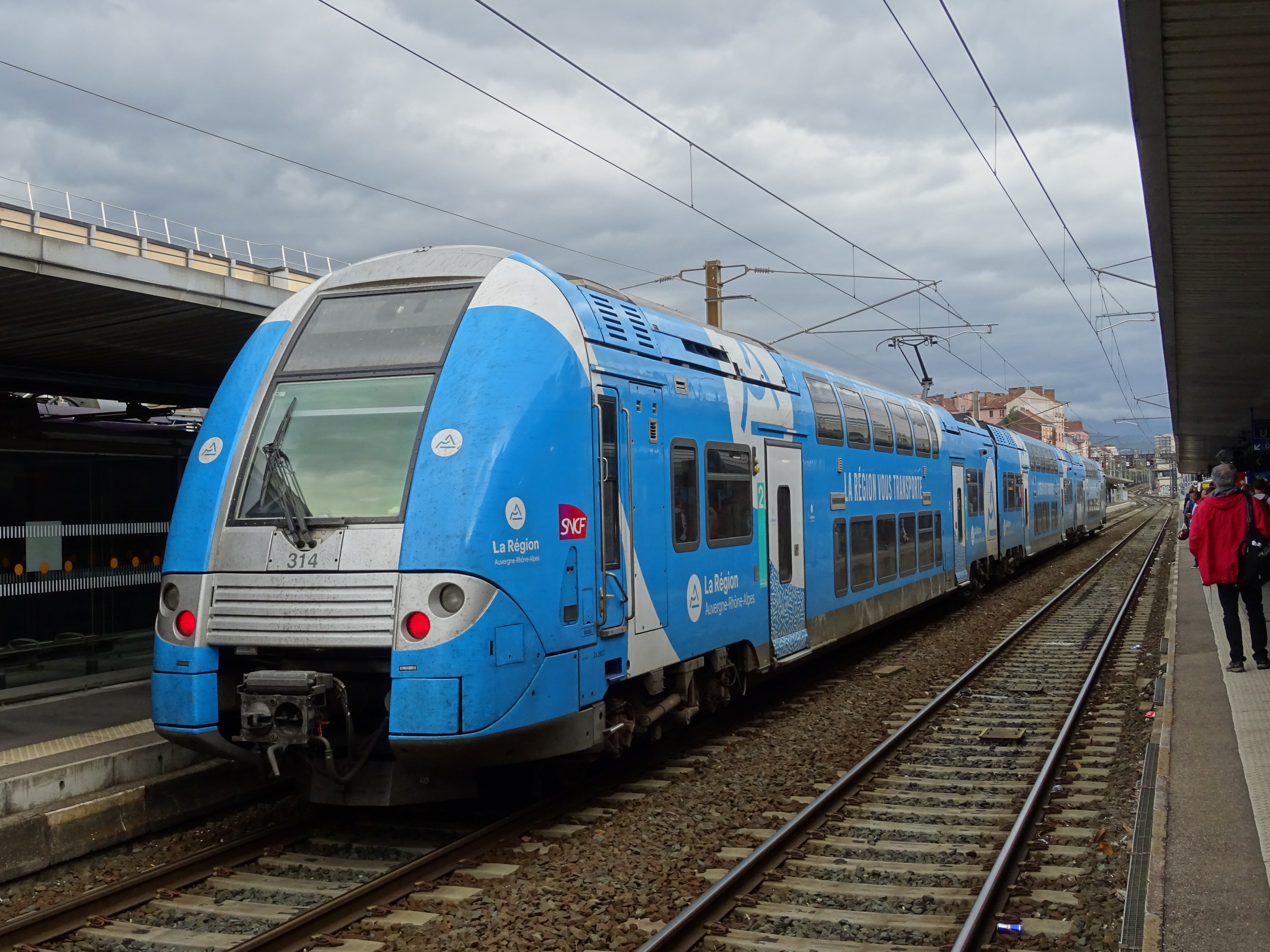
Z 24500 en livrée Auvergne-Rhône-Alpes.
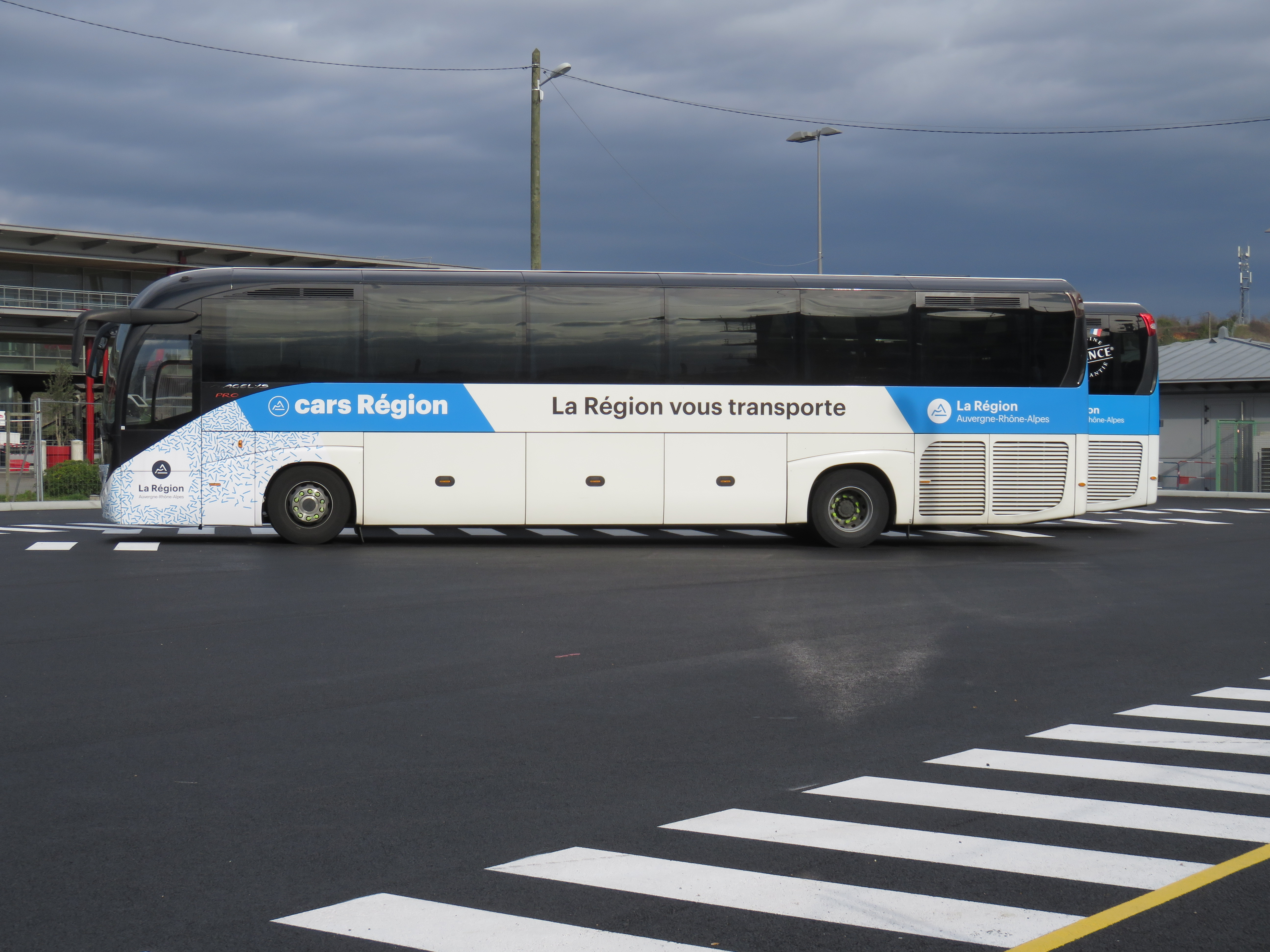
Autocar en livrée Cars Région.
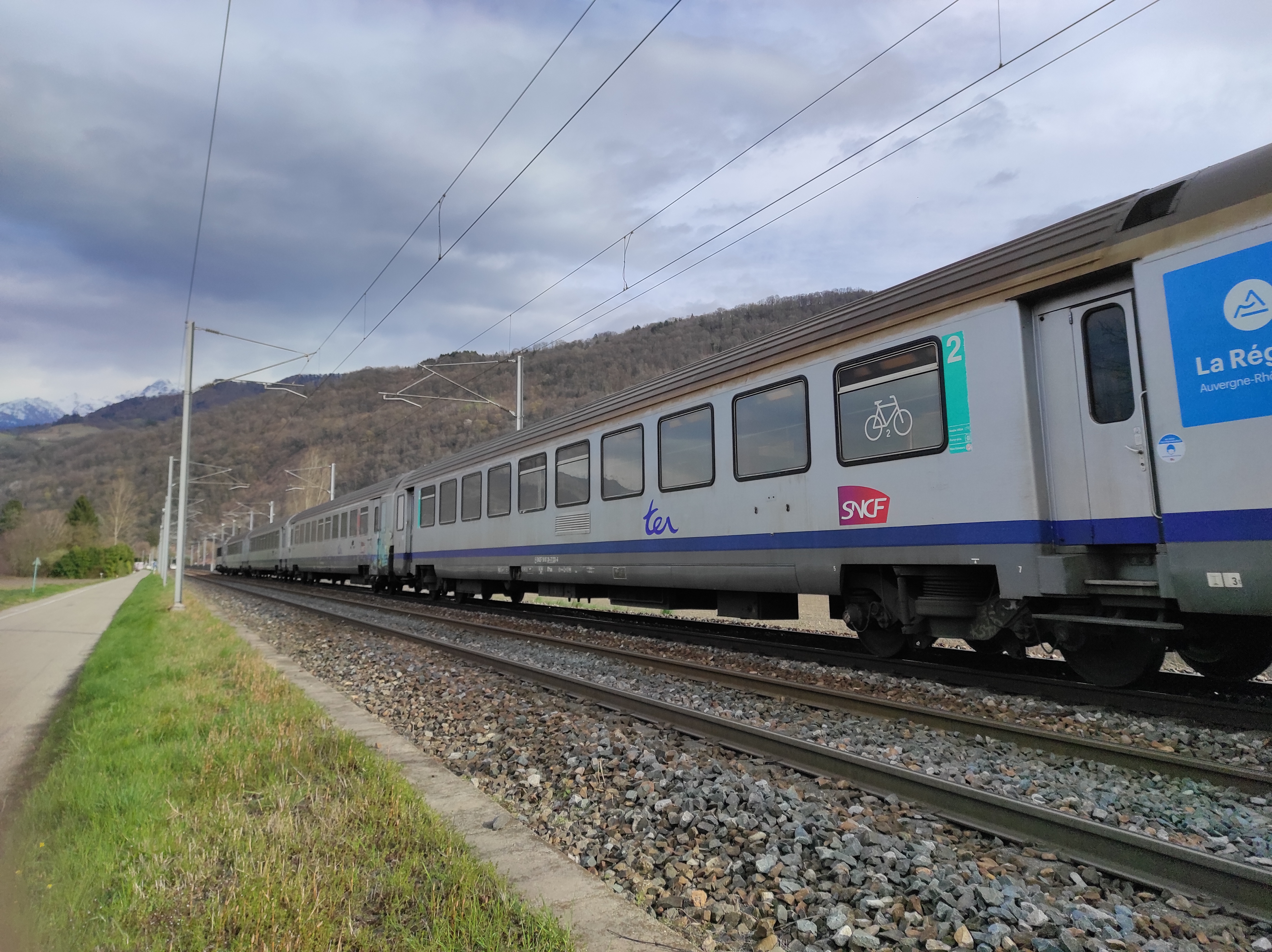
Une voiture Corail VTU en livrée TER Auvergne-Rhône-Alpes à Gières.
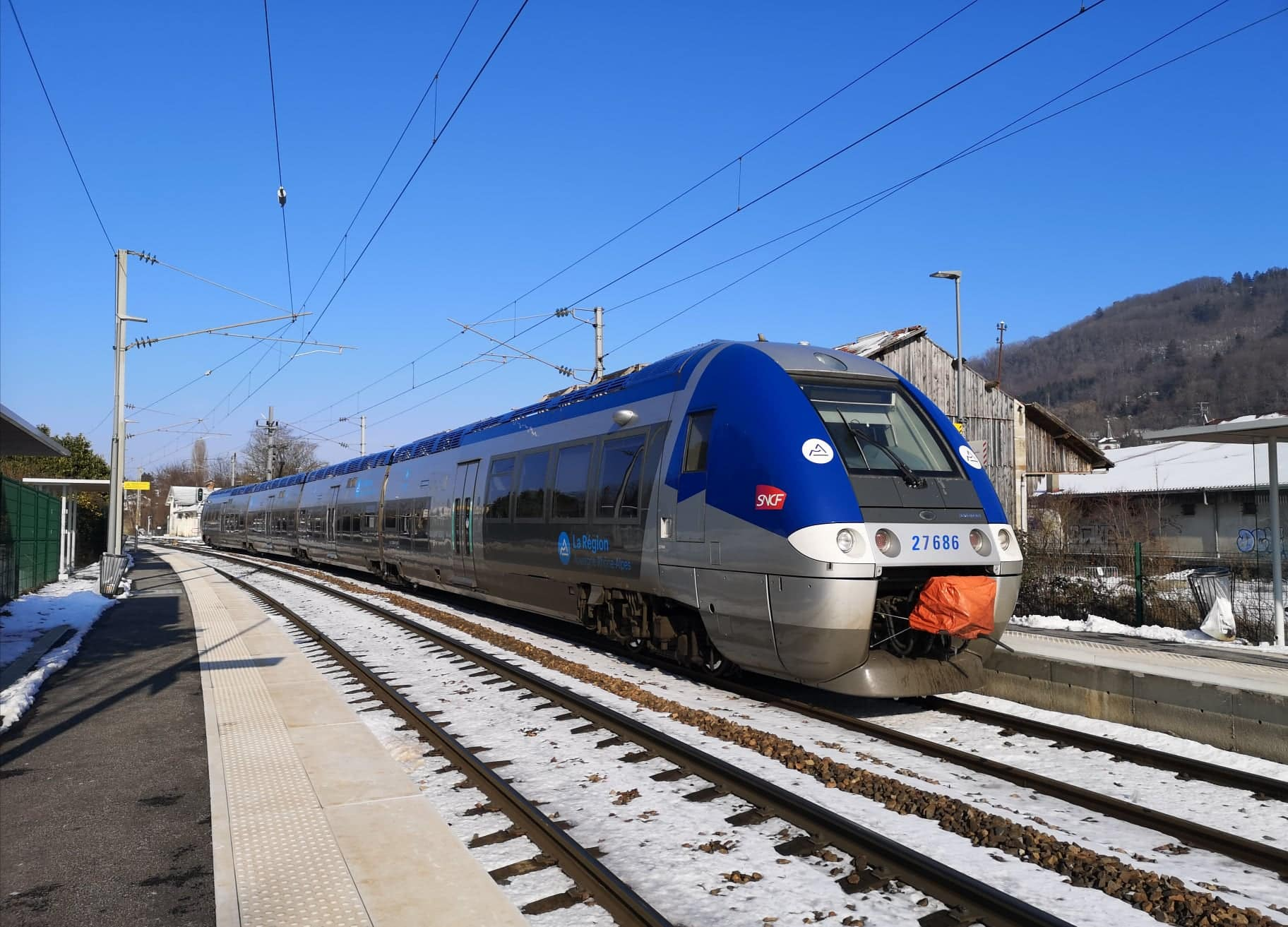
Un AGC avec la livrée TER et le logo Auvergne-Rhône-Alpes.

### Projets
Le 15 décembre 2023, le Conseil Régional d'Auvergne-Rhône-Alpes a voté un "plan train", comprenant un volet matériel roulant. Cette dernière devrait faire l'acquisition de 130 rames TER d'ici 2035. Parmi elles, 29 rames Regio2N (19 commandés au 15/08/2024, à la suite des problèmes de constructions des ateliers de maintenance) pour les services périurbains lyonnais, 4 z890 pour la ligne du Mont-Blanc Express (en plus des 3 rames suisses), et 3 Régiolis fonctionnant à l'hydrogène. Il serait également question de 70 rames pour des services intervilles en remplacement des voitures corail et 5 rames pour combler des besoins dans les Alpes (étoile grenobloise et vallée de l'Arve). Dans ce même plan d'investissements la région a lancé un processus de rénovation de 171 rames TER (AGC et TER 2NNG entre autres). 20 rames seront rénovées chaque année. Le but de ce plan d'investissement est d'améliorer le confort des TER et d'augmenter le nombre de trains en circulation. Le coût total de ce "plan train" est de 5,7 milliards d'euros, dont 3 milliards pour le matériel roulant.